# Искусство нацистской Германии

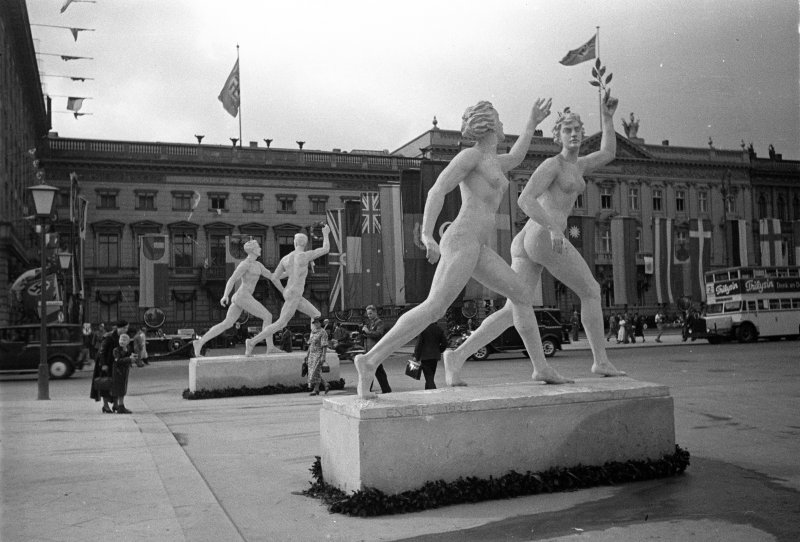
Скульптуры совершенных женских и мужских тел в Берлине во время проведения Олимпийских игр 1936 года

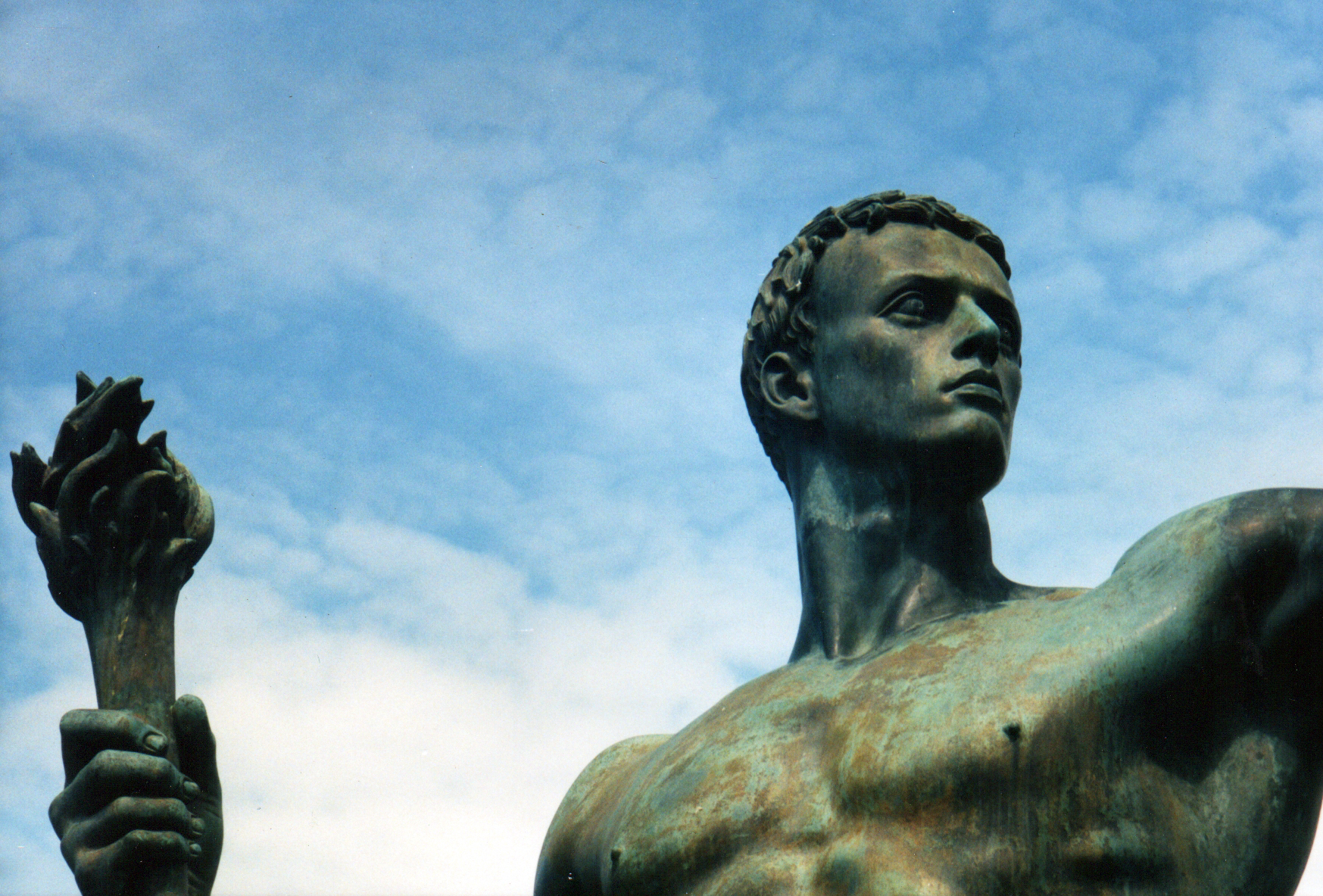
«Партия», скульптура Арно Брекера

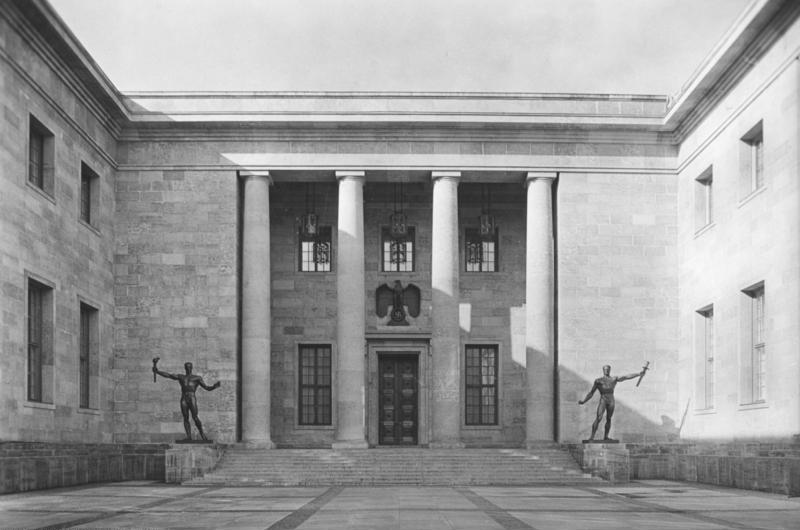
Внутренний двор новой рейхсканцелярии со скульптурами Брекера. Берлин, 1940

Иску́сство наци́стской Герма́нии — собирательный термин для обозначения произведений искусства, созданных в Германии в период национал-социалистического господства. В этот период искусство стало объектом пристального внимания со стороны государства. Адольф Гитлер придал своим личным художественным предпочтениям силу закона. Образцом для него было классическое греческое и римское искусство. По мнению Гитлера, внешняя форма этого искусства воплощала внутренний расовый идеал. Он считал, что искусство должно быть понятно среднему человеку. Оно должно быть одновременно героическим и романтическим. Нацисты с отвращением относились к искусству Веймарской республики. Такое отношение было вызвано консервативными взглядами, а отчасти стремлением использовать искусство в пропагандистских целях. Произведения авангардных художников, а также все работы художников еврейского происхождения были признаны дегенеративным искусством, изъяты из музеев и общедоступных коллекций, частично проданы за границу, уничтожены или спрятаны в запасниках.

## Историческая справка
Начало XX века характеризовалось возникновением ряда новых направлений в искусстве, таких как кубизм, дадаизм, абстракционизм, сюрреализм, футуризм, экспрессионизм. В этот период Германия стала одним из главных центров авангардного искусства.
Тогда как Гитлер был ярым противником модернистского искусства, Геббельс поначалу обхаживал экспрессионистских художников, таких как Эмиль Нольде и Эрнст Барлах. В 1932—1933 годах нацисты, по мнению Клемента Гринберга считали, что «престиж, которым пользуется авангард у образованной немецкой публики, может быть выгоден им, а практические соображения (нацисты — искусные политики) всегда брали верх над личными предпочтениями Гитлера. Позднее нацисты осознали, что в вопросах культуры практичнее уступить желаниям масс, чем желаниям тех, кто их финансировал; ибо последние, когда возникал вопрос о сохранении власти, проявляли такую же готовность пожертвовать своей культурой, с какой жертвовали своими моральными принципами, тогда как массы, именно потому, что были лишены власти, следовало ублажать всеми прочими возможными способами. Было необходимо продвинуть иллюзию реальной власти масс, и сделать это в более грандиозном стиле, чем тот, который принят демократиями. Литература и искусство, которыми наслаждаются массы и которые понятны массам, следовало объявить литературой и единственным подлинным искусством, а все прочее следовало подавить».
Вскоре после прихода к власти нацисты объявили модернистское искусство подлежащим искоренению культурбольшевизмом, намереваясь заменить его «германским» вечным искусством. К 1938 году около 16 тыс. работ немецких и зарубежных художников были объявлены дегенеративными, изъяты из музеев и галерей Германии, проданы за границу или уничтожены.
В своей речи по случаю открытия Большой немецкой художественной выставки в Мюнхене в 1939 году Гитлер сказал:

Первая цель нашего нового немецкого художественного творчества […] несомненно достигнута. Точно так же, как в городе Мюнхене было положено начало архитектурному выздоровлению, здесь три года назад началось очищение и в, пожалуй, еще более опустошенной области живописи и скульптуры. Все жульническое предприятие декадентского или патологического, лживого модного искусства было сметено. Был достигнут достойный общий уровень. И это очень много. Только на этой почве могут возникнуть поистине творческие гении.

## Идеи и виды
Вера в германский дух – мистический, почвенный, моральный, несущий древнюю мудрость, благородный перед лицом трагической судьбы – существовала задолго до появления нацистов. Такие идеи прослеживаются практически во всех произведениях Рихарда Вагнера. С началом Первой мировой войны труды известного немецкого архитектора и художника Пауля Шульце-Наумбурга, в которых он ссылался на расовые теории, осуждая современное искусство и архитектуру, во многом укрепили веру Адольфа Гитлера в то, что истинными источниками арийского искусства были классическая Греция и Средневековье.
Среди известных деятелей искусства, одобренных нацистами, были скульпторы Арно Брекер и Йозеф Торак, художники Адольф Виссель, Артур Кампф, Вернер Пайнер, Конрад Хоммель. В июле 1937 года, через четыре года после прихода к власти, национал-социалисты организовали в Мюнхене две художественные выставки. Большая немецкая художественная выставка была задумана для показа одобренных Гитлером работ, изображавших статных обнаженных блондинок вместе с идеализированными солдатами и пейзажами. Вторая выставка показывала другую сторону немецкого искусства — современное, абстрактное, нерепрезентативное или, как его видели нацисты, «дегенеративное».
По словам Клауса Фишера, нацистское искусство было «колоссальным, безличным и стереотипным. Люди были лишены всякой индивидуальности и стали простыми символами, выражающими вечные истины. Глядя на нацистскую архитектуру, искусство или живопись, может сложиться впечатление, что лица, формы и цвета служат пропагандистской цели; все это является стилизованным утверждением нацистских добродетелей — власти, силы, основательности и нордической красоты».

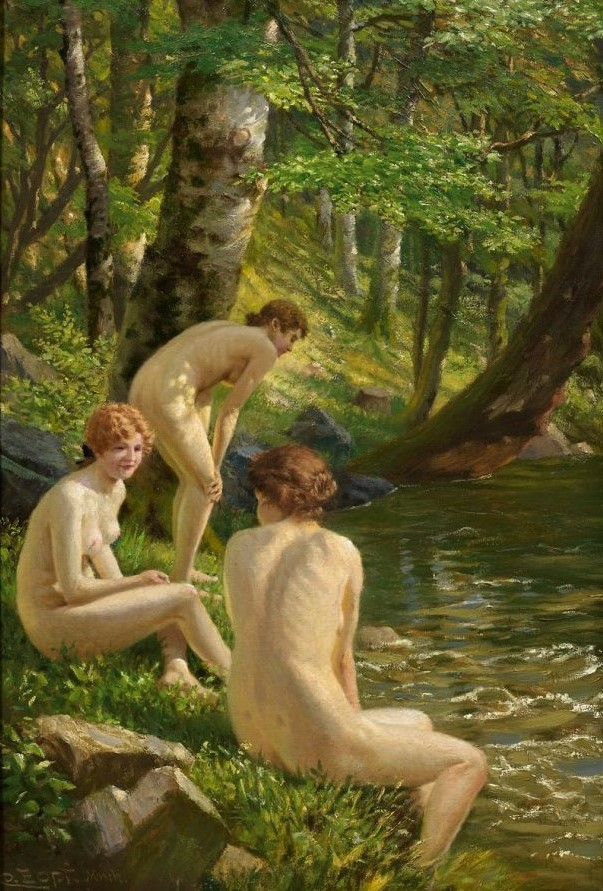
Карл Цопф, «Купающиеся девушки у лесного ручья». 1937

### Живопись
Стилем искусства нацистской Германии был романтический реализм, который основывался на классических моделях. Запретив современные стили как дегенеративные, нацисты отдавали предпочтение картинам, выполненных в традиционной манере, которые отражали идеи «крови и почвы», такие как расовая чистота, милитаризм и повиновение. Другими популярными темами были народ, работающий на полях, возвращение к простым добродетелям (любовь к родине), мужские доблести национал-социалистической борьбы, а также восхваление женской работы — рождение и воспитание детей (три К: Kinder, Küche, Kirche – дети, кухня, церковь).
В живописи, очищенной от дегенеративного искусства, преобладал бытовой жанр. Названия картин были целенаправленными: «Плодородная земля», «Освобожденная земля», «На страже», «В ветер и непогоду», «Благословение земли» и т. д. У самого Гитлера имелось в коллекции множество работ любимого художника Адольфа Циглера. Пейзажная живопись также занимала видное место на Большой германской художественной выставке. Создавая картины в традициях немецкого романтизма, художники должны были воспроизводить настоящие пейзажи, взятые из среды обитания немцев, без религиозных мотивов. Популярными образами были также крестьяне, служившие олицетворением простой жизни в гармонии с природой. Это искусство не показывало никаких признаков механизации сельскохозяйственных работ. Фермер трудился вручную, полагаясь на свои собственные силы. Ни одна из картин, представленных на первой выставке, не воспроизводила городскую или индустриальную жизнь, на второй выставке 1938 года этой теме были посвящены лишь две работы.
Нацистская теория отвергала «материализм», поэтому, несмотря на реалистическую трактовку образов, термин «реализм» употреблялся очень редко. Идея заключалась в том, что художники должны были создать идеалистический вневременной образ. Образы обнаженных мужчин, а еще больше женщин, были в значительной степени стереотипными, при этом в картинах с обнаженной натурой подчеркивалось физическое совершенство. Возможно, именно по этой причине антисемитских картин, таких как «За дом и двор» Адольфа Райха с изображением еврейского спекулянта, выселяющего пожилую крестьянскую пару, было очень мало, ведь предполагалось, что искусство находится на более высоком уровне. Откровенно политические картины также представляли большую редкость. С другой стороны, были достаточно распространены героические образы, по поводу которых один критик заметил: «Выделяется героический элемент. Рабочий, фермер, крестьянин — вот темы. (…) Героические сюжеты доминируют над сентиментальными».
С началом войны стали популярны картины батального жанра. Образы были романтизированы и изображали героическое самопожертвование и победы. Во время Второй мировой войны преобладала пейзажная живопись. Художники, освобожденные от военной службы, в основном писали картины на мирные сюжеты. Гитлер и Геббельс были несколько разочарованы новыми произведениями, так как они не отражали «принятые» темы. При этом Геббельс пытался сделать хорошую мину, заметив, что «отчаянные времена привели множество талантов в политическую, а не в культурную жизнь».

### Скульптура

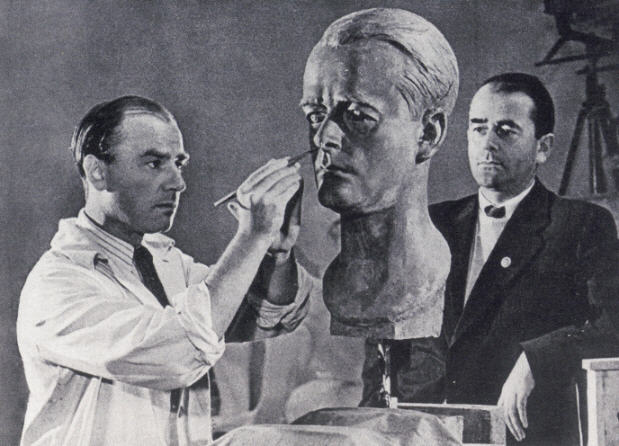
Арно Брекер работает над бюстом архитектора Альберта Шпеера. 1940

Монументальные возможности скульптуры способствовали богатому материальному выражению теорий национал-социализма. Большая немецкая художественная выставка поддерживала скорее скульптуру, чем живопись. Таким образом, обнаженный мужчина был самым распространенным воплощением идеального арийца. Благодаря своему художественному мастерству Арно Брекер стал любимым скульптором Адольфа Гитлера. Ещё одним официальным скульптором был Йозеф Торак, чей монументальный стиль соответствовал образу, который нацистская Германия хотела донести миру. При этом довольно популярные фигуры обнаженных женщин были менее монументальными. Физическая форма идеальных нацистских мужчин и женщин не имела никаких недостатков.

### Музыка
От музыки требовалось, чтобы она была  тональной и не имела джазовых мотивов. Музыкальный репертуар составляли легкая музыка в виде народных песен или популярных шлягеров и классические произведения таких композиторов, как Бах, Моцарт, Бетховен, а также итальянская опера.

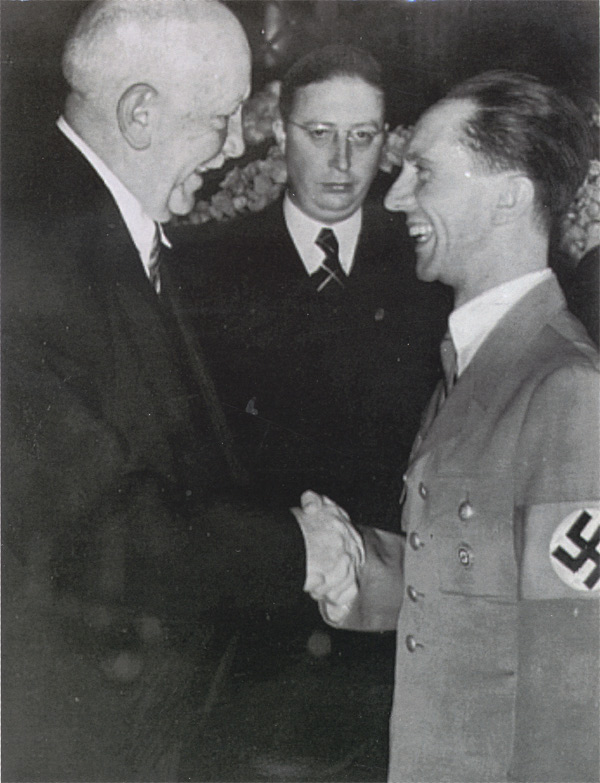
Рихард Штраус и Йозеф Геббельс. 1938

В 1920—1930-х годах в крупных городах Германии было много джазовых клубов, кабаре, часто звучала авангардистская музыка. Нацистский режим, напротив, прилагал сосредоточенные усилия, чтобы избегать современной музыки, которая считалась дегенеративной и еврейской по своей природе. Особой популярностью пользовалась музыка таких композиторов, как Иоганн Себастьян Бах, Людвиг Ван Бетховен и Рихард Вагнер, которая отсылала к мифическому героическому прошлому Германии. Очень популярен был также Антон Брукнер, поскольку его музыка считалась выражением духа времени немецкого народа. Музыка Арнольда Шёнберга (и атональная музыка вообще), Густава Малера, Феликса Мендельсона и многих других попала под запрет, потому что композиторы были евреями или имели еврейские корни. В 1938 году Пауль Гиндемит бежал в Швейцарию, чтобы не подчиняться нацистской идеологии. Некоторые оперы Георга Фридриха Генделя были либо полностью запрещены за откровенную симпатию в них к евреям и иудаизму, либо для них были написаны новые либретто. В нацистский период чаще всего исполнялась музыка Макса Регера и Ханса Пфитцнера. Самым популярным современным немецким композитором оставался Рихард Штраус. Однако даже его опера «Молчаливая женщина» была запрещена в 1935 году из-за еврейского либреттиста Стефана Цвейга.
Музыка зарубежных композиторов допускалась к исполнению, если она была вдохновлена классикой, тональна, а её авторы не были евреями и не имели отношения к идеологиям, враждебным нацистскому режиму. Нацисты признали немецкое происхождение Ференца Листа, а также сфабриковали генеалогию, по которой Фредерик Шопен являлся немцем. Нацистский генерал-губернатор оккупированной Польши даже создал в Кракове музей Шопена. Произведения русского композитора Петра Чайковского исполнялись даже после вторжения Германии в Советский Союз. До войны довольно часто звучали оперы Джоаккино Россини, Джузеппе Верди и Джакомо Пуччини. Наиболее популярными современными зарубежными композиторами были Клод Дебюсси, Морис Равель, Ян Сибелиус и Игорь Стравинский. С началом войны стала чаще исполняться музыка союзников Германии, включая венгра Белу Бартока, итальянца Отторино Респиги и финна Яна Сибелиуса. Произведения композиторов вражеских стран (например, Дебюсси, Равеля и Стравинского) за редким исключением не исполнялись.
Существовали споры по поводу использования нацистским режимом произведений некоторых композиторов и о том, можно ли считать их нацистами. Такие композиторы, как Рихард Штраус, который был первым заведующим отделом музыки министерства пропаганды, и Карл Орф, стали объектами резкой критики и яростной защиты. Евреям быстро запретили исполнять классическую музыку или дирижировать. Такие дирижёры, как Отто Клемперер, Бруно Вальтер, Игнац Вагхальтер, Йозеф Крипс и Курт Зандерлинг бежали из Германии. После захвата Чехословакии нацистами Карел Анчерл был внесён в чёрный список как еврей и отправлен в концлагерь Терезиенштадт, а затем в Освенцим.

### Графический дизайн
Плакат стал важным средством пропаганды. Его оформление и полиграфическое исполнение отражали официальную идеологию нацистов. В 1941 году было запрещено использование готического шрифта фрактура, который Мартин Борман назвал «Judenlettern» и постановил, что следует использовать только римский шрифт. Современные шрифты без засечек были осуждены как культурбольшевизм, хотя шрифт футура продолжали использовать из-за его практичности. Образы часто опирались на героический реализм. Нацистская молодежь и эсэсовцы изображались монументально, с подсветкой, поставленной для придания величия. Графический дизайн также играл определённую роль в Третьем рейхе благодаря использованию свастики. Из-за четких графических линий этот символ очень легко запоминался.

## Список наделённых божественным даром
Как отмечал Клаус Фишер, многие немецкие писатели, художники, музыканты и ученые не только остались, но и процветали при нацистах. Среди них Вернер Гайзенберг, Отто Ган, Макс Планк, Герхарт Гауптман, Готфрид Бенн, Мартин Хайдеггер и многие другие.
В сентябре 1944 года министерство народного просвещения и пропаганды подготовило «список наделённых божественным даром». В него включили художников, скульпторов, архитекторов и режиссёров, которых нацисты считали настолько важными для немецкой культуры, что освободили их от несения военной службы. В списке значились более тысячи деятелей культуры, проживавших на территории Германии на позднем этапе войны.

### Официальные художники
- Франц Айххорст (1888—1948)
- Адольф Виссель (1894—1973)
- Пауль Матиас Падуа (1903—1981)
- Вернер Пайнер (1897—1984)
- Иво Залигер (1894—1987)
- Конрад Хоммель (1883—1971)
- Адольф Циглер (1892–1959)

### Официальные скульпторы
- Карл Альбикер
- Арно Брекер
- Йозеф Вакерле
- Адольф Вампер
- Фриц Климш
- Георг Кольбе
- Вилли Меллер
- Йозеф Торак
- Рихард Шайбе

### Музыканты
- Вернер Егк
- Ханс Пфицнер
- Карл Орф
- Рихард Штраус

## Деятели искусства, запрещенные в нацистской Германии
Запрещённые в оккупированной немцами Европе и/или живущие в ссылке:

### Художники
- Макс Бекман
- Оскар Кокошка
- Курт Швиттерс

### Скульптор
- Эрнст Барлах

### Музыканты
- Пауль Гиндемит
- Отто Клемперер
- Арнольд Шёнберг
- Курт Вайль

### Архитектор
- Вальтер Гропиус